# 烏娜·勞倫斯
烏娜·勞倫斯（英語：Oona Laurence，2002年8月1日—）是一名美國女演員。她最著名的是電影是在百老匯的Matilda飾演Matilda Wormwood而聞名，與Bailey Ryon、Milly Shapiro和Sophia Gennusa一起演出。她的職業生涯始於紐約市，並在電影、戲劇和電視領域享有盛譽。

## 外部連結
- 烏娜·勞倫斯在互联网电影资料库（IMDb）上的資料（英文）